# 피진 (소프트웨어)
피진(Pidgin, 이전 이름은 Gaim)은 다양한 플랫폼을 지원하는 인스턴트 메시징 클라이언트 소프트웨어이다. Pidgin은 널리 쓰이는 인스턴트 메시징 프로토콜 대부분을 지원하며, GNU 일반 공중 사용 허가서 아래 배포되는 자유 소프트웨어이다. Pidgin을 이용하면 여러 인스턴트 메시징 서비스에 동시에 접속할 수 있다.
Pidgin 사용자의 수는 2007년 기준으로 3백만 명이 넘은 것으로 측정되었다.

## 역사
이 프로그램은 원래 오번 대학교에 재학하던 마크 스펜서가 GTK+ 툴킷을 사용하여 리눅스 상의 AOl의 IM 프로그램 AOL 인스턴트 메신저로서 처음 개발한 것이다. 최초 아카이브 릴리스는 1998년 12월 31일에 있었다.

## 지원 프로토콜
- 닷넷 메신저 서비스 (보통 MSN으로 알려져 있음)
- 오스카
- XMPP (재버, 구글 토크, 페이스북 메시지)
- 가두-가두
- IRC
- 마이스페이스IM
- 노벨 그룹와이즈
- SILC
- 야후!
- 제피르
- 로터스 세임타임
- SIP
- 봉주르
- Tlen
- Xfire
- 스카이프
- 네이트온 (비공식 플러그인)

## 같이 보기
- 채팅
- 분류:컴퓨터 마스코트